# Podhájska
Podhájska (in ungherese Bellegszencse) è un comune della Slovacchia facente parte del distretto di Nové Zámky, nella regione di Nitra.